# Crkva sv. Filipa i Jakova u Kladnjicama
Crkva sv. Filipa i Jakova, rimokatolička crkva u Kladnjicama, općina Lećevica. S pratećom mrtvačnicom i grobljem čini cjelinu koja je zaštićeno kulturno dobro.

## Opis dobra
Sagrađena je 1757. godine. Crkva sv. Filipa i Jakova podignuta je oko 1757. na mjestu starije crkve kao jednobrodna građevina od kamena s polukružnom apsidom, dvostrešnim krovom i zvonikom na preslicu s tri zvona. Sa zapadne strane glavnog pročelja prislonjen je uz crkvu trijem s dvostrešnim krovom, možda ostatak starije ckrve. Pročelje je jednostavnog oblikovanja, s vratima u središtu i po jednim pravokutnim prozorom sa svake strane. Poviše vrata nalazi se četverolisna rozeta, a u vrhu preslica. U apsidi se nalazi drveni oltar s kipom sv. Jakova. Na tabernakulu je srebrno procesijsko raspelo, mletački rad iz 18. stoljeća. Uz trijumfalni luk su niše u kojima su kipovi Blažene Djevice Marije i sv. Filipa Apostola.

## Zaštita
Pod oznakom P-5031 zavedena je kao nepokretno kulturno dobro - pojedinačno, pravna statusa preventivno zaštićena kulturnog dobra, klasificirano kao "sakralna graditeljska baština". Nije pod zaštitom UNESCO-a.